# Derde Oorlog tussen Mysore en de Britten

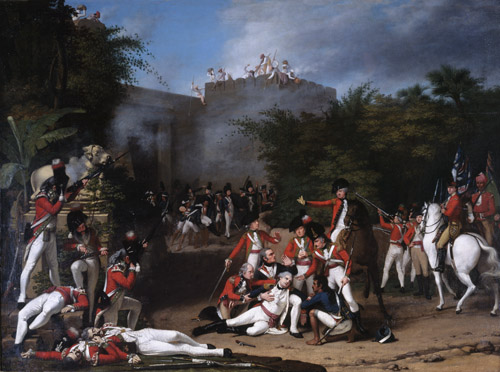
De dood van kolonel Moorhouse bij de bestorming van Bangalore in maart 1791. Olieverfdoek door Robert Home, 1793.

De Derde Oorlog tussen Mysore en de Britten (1790-1792) was een militair conflict tussen het door Tipu Sultan geleide sultanaat Mysore en de Britse East India Company. De Britse troepen werden aangevoerd door Lord Cornwallis, de gouverneur-generaal van India, en bijgestaan door de Maratha's en troepen van de nizam van Haiderabad. De oorlog eindigde met een Britse overwinning. Mysore stond grote gebieden af aan de Britten en hun bondgenoten, wat het begin vormde van de territoriale heerschappij van de Britse East India Company over het zuiden van India.

## Voorgeschiedenis

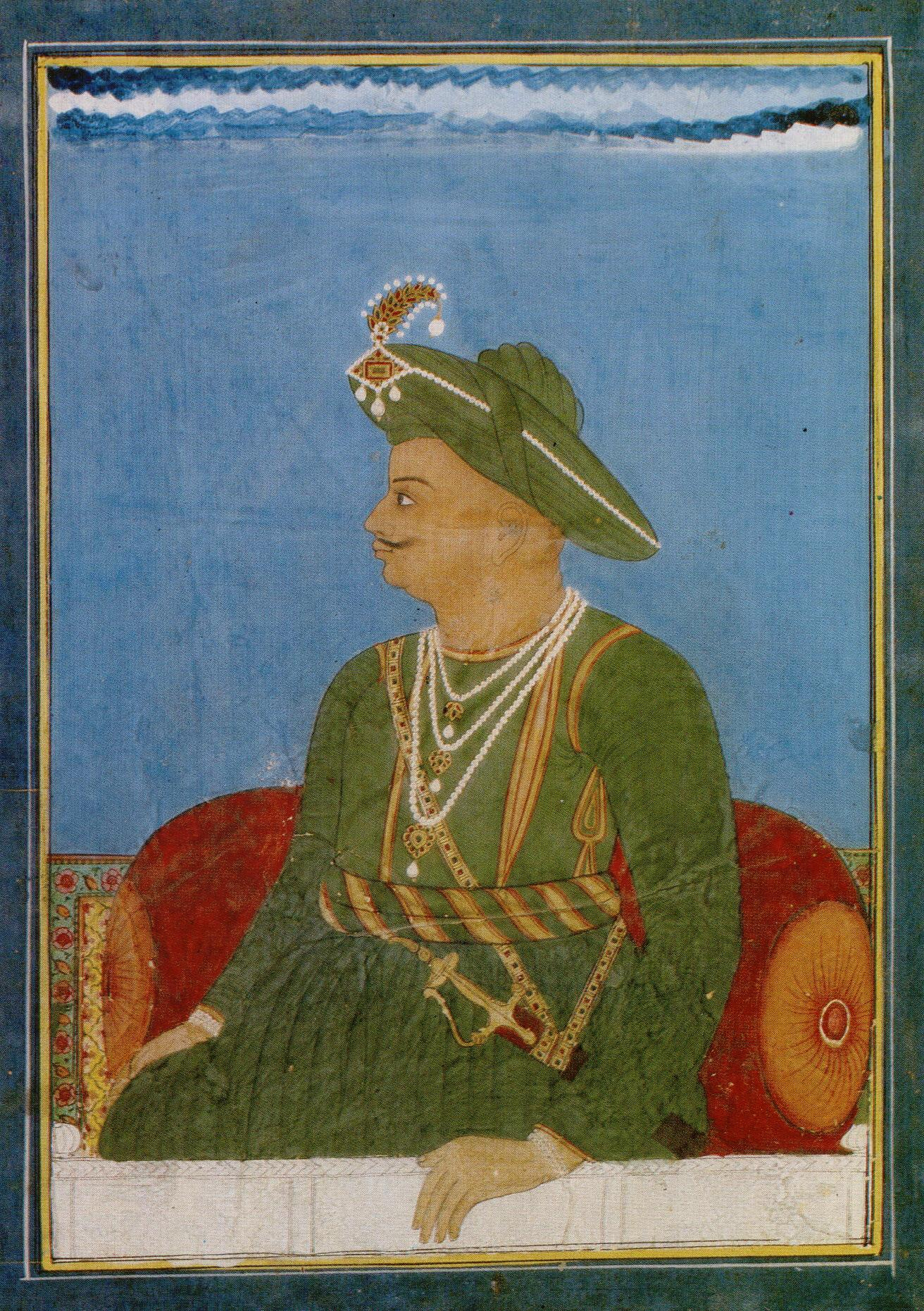
Fateh Ali Tipu, miniatuurportret door een anonieme hofschilder, rond 1790-1800.

Mysore was in de tweede helft van de 18e eeuw onder de sultans Haider Ali (regeerde 1761-1782) en Tipu (1783-1799) van een onbelangrijk regionaal stadstaatje uitgegroeid tot de meest modern georganiseerde inheemse staat op het Indisch Subcontinent. Terwijl de meeste inheemse machthebbers Europese troepen huurden, waardoor de koloniale machten (met name de Britten en Fransen) grote invloed over hun hoven verwierven, hadden de sultans van Mysore een onafhankelijk leger opgebouwd, dat met behulp van Franse deserteurs en steun in moderne strijdtechnieken getraind was.
De Britten waren na hun overwinning op de Fransen in de oorlogen om de Carnatic (1749-1763) de belangrijkste koloniale macht in het zuiden van India geworden. Tegelijkertijd had de Britse East India Company door Robert Clive's overwinning in de slag bij Plassey (1757) de macht over Bengalen in handen gekregen. Hoewel de Britse kolonies in het zuiden beperkt waren tot enkele machtsbases langs de kust, hadden de Britten grote invloed over de hoven van inheemse heersers, met name de nawab van Arcot en de nizam van Haiderabad. De gebieden van deze Britse bondgenoten vormden een bufferzone tegen aanvallen van Mysore of de Maratha's verder naar het noorden. Hoewel minder georganiseerd dan Mysore, vormden de Maratha's een continue bedreiging voor de Britse kolonies en vazalstaten. Samen hadden de peshwa van de Maratha's, Madhav Rao (1761-1772), en Haider Ali de Britten wellicht uit India kunnen verdrijven, maar in plaats daarvan bestreden ze elkaar.
Dat de Britten in India (nog) niet in staat waren op twee fronten oorlog te voeren, bleek toen ze tegelijkertijd in oorlog met de Maratha's (1775-1782) en in oorlog met Mysore (1780-1784) raakten. De Britse gouverneur-generaal Warren Hastings was gedwongen een ongunstig verdrag met de Maratha's te sluiten om zich op Mysore te kunnen concentreren. Dankzij deze strategie werd voorkomen dat Haider Ali de Britten uit het zuiden van India verdreef, maar de vrede die in 1784 met Haiders zoon Tipu Sultan werd getekend was vooral gunstig voor Mysore. Tipu breidde in de jaren daarop zijn macht verder uit over de zuidwestelijke kuststrook, en bedreigde daar de Britse bondgenoot Travancore. Travancore bezette in het grensgebied enkele forten die volgens Tipu op zijn grondgebied lagen. De Britse gouverneur van Madras, Archibald Campbell, waarschuwde Tipu dat als hij Travancore aanviel, dit als een oorlogsverklaring zou worden opgevat.

## Aanleidingen

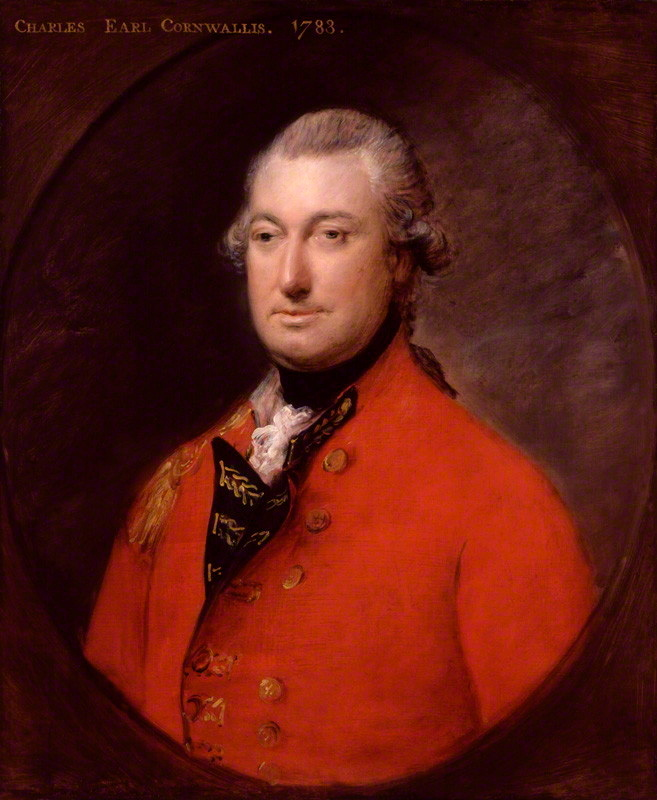
Charles Cornwallis, de Earl Cornwallis, die de derde oorlog met Mysore begon, was uit op het herstel van zijn in de Amerikaanse Onafhankelijkheidsoorlog geschonden reputatie als militair. Olieverfportret op doek, 1783, door Thomas Gainsborough.

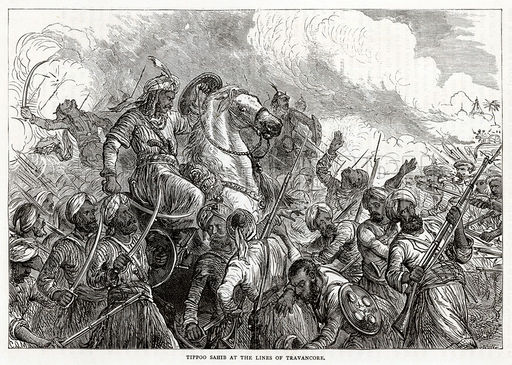
Tipu Sultan leidt zijn troepen in de aanval op de verdedigingslinie van Travancore (1790). Illustratie uit de Illustrated History of India door James Grant (1876).

Het was de in 1786 aangetreden nieuwe Britse gouverneur-generaal, de Earl Cornwallis, duidelijk dat de macht van Mysore gebroken moest worden om de Britse invloed over het zuiden van India veilig te stellen. Bovendien kon Cornwallis met een overwinning in India zijn in de Amerikaanse Onafhankelijkheidsoorlog geschonden militaire reputatie herstellen. Hoewel hij van de East India Company de opdracht had zoveel mogelijk het conflict met de inheemse machthebbers te vermijden bereidde hij zich voor op een militaire campagne tegen Tipu Sultan. Door diplomatie lukte het hem de Maratha's en de nizam van Haiderabad over te halen een drieledig verbond tegen Mysore te sluiten.
Als directe aanleiding voor de oorlogsverklaring werd Tipu's aanval op Travancore aangegrepen. De noordgrens van Travancore werd beheerst door een serie door de Nederlandse V.O.C. gebouwde forten, die bekendstonden als de Nedumkotta. In december 1789 verplaatste Tipu 14.000 man voor een aanval op de Nedumkotta, maar deze werd afgeslagen. In april 1790 volgde de slag bij de Nedumkotta, waarin de troepen van Mysore wel een doorbraak forceerden en een aantal forten in handen kregen. Tipu moest echter als gevolg van het uitbreken van de moesson de aanval staken.

## Verloop
De Britse bevelhebber in Madras, William Medows, veroverde in mei-juli 1790 Coimbatore en omliggend gebied op Mysore. Aan het einde van de moesson zette Tipu de tegenaanval in en was Medows gedwongen zich terug te trekken. Tipu trok daarna plunderend door de Carnatic. Hij verzocht de Fransen in Pondicherry om hulp tegen de Britten, maar wegens het uitbreken van de Franse Revolutie bleef Franse militaire steun uit. Wel bleven Franse schepen de door Mysore beheerste havenstad Mangalore bevoorraden, tot grote irritatie van de Britten. Op 18 november 1791 overvielen Britse schepen van de commodore William Cornwallis (broer van de gouverneur-generaal) een Frans konvooi voor de kust van Tellicherry, maar verder bleven de Fransen buiten de oorlog.

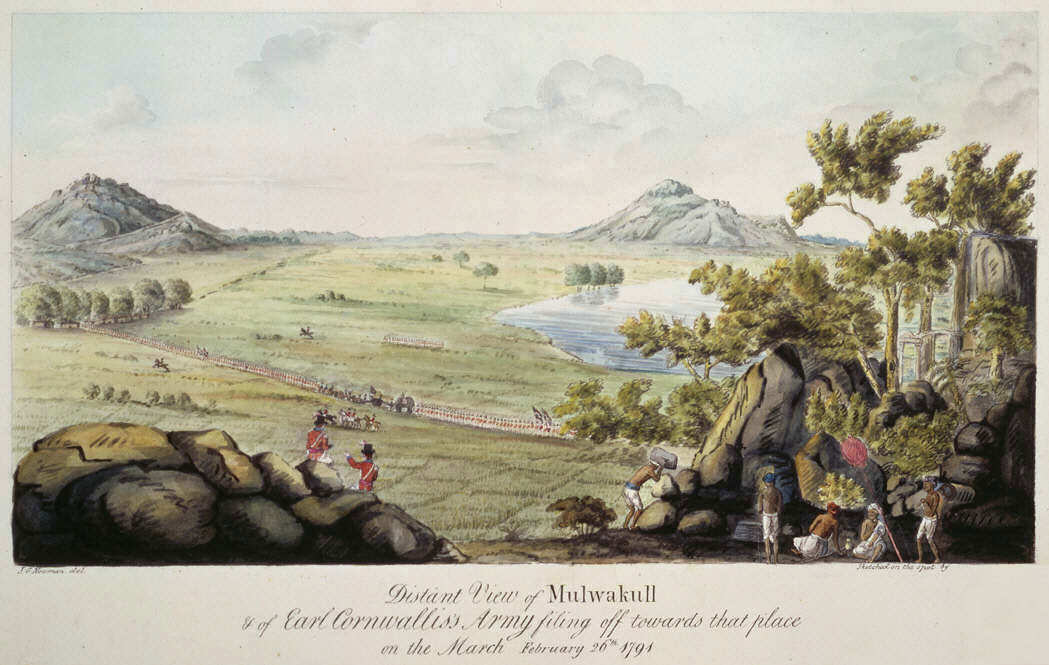
Cornwallis' troepen rukken op richting Malwakul. Aquarel door John Newman, 1791.

Ondertussen vielen de Maratha's met een 30.000 man sterk leger onder Purseram Bhau Mysore vanuit het noorden aan. Dit leger werd gesteund door Britse troepen uit Mumbai en sloeg in september 1790 het beleg op voor Dharwad. Dit fort zou zich in april 1791 overgeven. Een tweede Marathi leger viel in januari 1791 Mysore binnen om op te trekken naar Kurnool. Ondertussen vielen Britse troepen uit Mumbai bezittingen van Mysore langs de Malabarkust aan. In december veroverde kolonel Hartley Calicut. Een tweede strijdmacht onder kolonel Abercromby, nam Cannanore in. De Maratha's schuwden er echter voor de directe confrontatie met Tipu's troepen te zoeken en de nizam van Haiderabad hield zich afzijdig, zodat Cornwallis tot een directe aanval op Tipu's machtsbasis besloot.
Begin 1791 arriveerde Cornwallis persoonlijk in Madras, waar hij het bevel over de Britse troepen op zich nam. Met 20.000 Britse troepen trok hij vanuit Vellore richting het noordwesten Mysore binnen. De bedoeling was een aanval op Bangalore, dat als bruggenhoofd kon dienen voor volgende operaties. Bovendien hoopte hij met een overwinning de nizam te overtuigen zich in de strijd te mengen. Tipu trok zich uit de Carnatic terug om Cornwallis te achtervolgen en diens bevoorrading te hinderen.

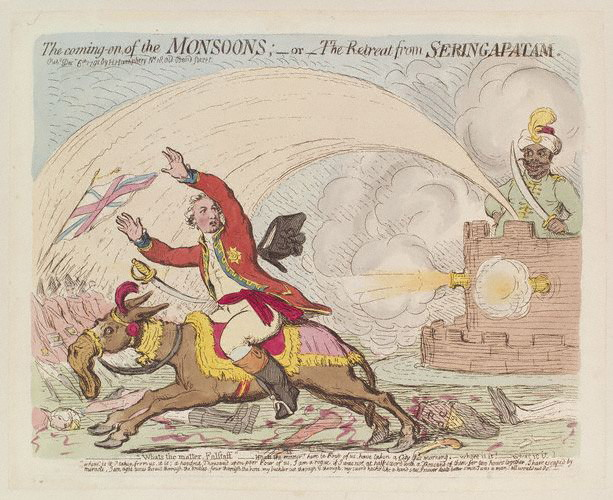
Cornwallis trekt zich terug van Srirangapatna wegens het uitbreken van de moesson. Tipu Sultan lijkt van achter de muren van de stad op Cornwallis te urineren. Karikatuur door James Gillray, 1791.

In maart 1791 liet Cornwallis Bangalore bestormen en innemen. In april voegde de nizam zich met 10.000 troepen uit Haiderabad bij Cornwallis ten noorden van Bangalore. De Britse bevelhebbers waren verrast door het gebrek aan discipline onder de troepen van de nizam. Het betrekken van Haiderabad in de strijd diende vooral een diplomatiek doel, want tijdens de oorlog zorgden de Haiderabadi's voor meer problemen dan steun. Tipu beperkte zich tot kleine aanvallen en het verbranden van voorraden en voedsel dat de Britten op hun weg tegenkwamen. In mei staken de Britse troepen de rivier de Kaveri over, geplaagd door moeilijke bevoorrading en het uitbreken van de moesson. Desondanks werd een overwinning geboekt bij Arakere, ongeveer 16 km van Tipu's hoofdstad Srirangapatna, maar Cornwallis zag zich daarna gedwongen terug te trekken. In juli was hij terug in Bangalore. Onderweg hadden de Maratha's onder Hurry Punt zich bij zijn troepen aangesloten, maar het contact tussen de bondgenoten verliep stroef. Cornwallis moest de Marathi bevelhebbers herhaaldelijk omkopen om zich niet uit de strijd terug te trekken. Tipu maakte gebruik van de Britse terugtrekking door in november 1791 Coimbatore te heroveren.
In februari 1792 keerde Cornwallis terug naar Srirangapatna, waar hij het beleg liet opslaan. Een tweede Britse strijdmacht uit Mumbai onder kolonel Abercromby arriveerde enkele dagen later en de stad werd volledig omsingeld. Tipu Sultan begreep dat het spel uit was en begon onderhandelingen. Op 18 maart werd een verdrag getekend.

## Vrede van 1792

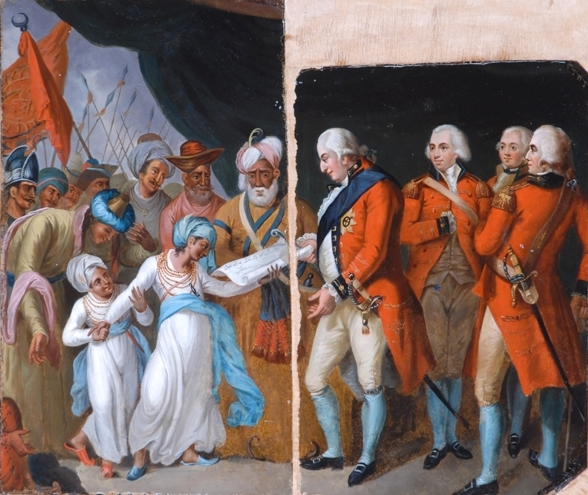
Lord Cornwallis ontvangt de twee zoontjes van Tipu Sultan als gijzelaars. Olieverfschilderij op metaal door Mather Brown, 1792.

De Britse overwinning werd beklonken in een voor Tipu vernederend verdrag. Mysore gaf een groot deel van zijn grondgebied op. Bovendien zegde Tipu 33 miljoen rupees aan herstelbetalingen toe. Cornwallis stond erop dat de sultan twee achtjarige zoontjes als gijzelaars overdroeg, om garant te staan voor de uitvoering van het verdrag.

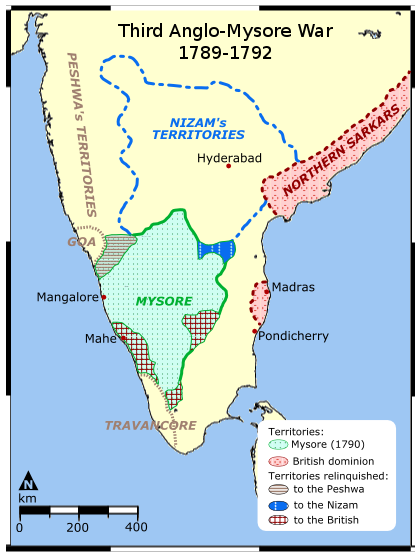
De deelnemers aan de Derde Oorlog tussen Mysore en de Britten, en het terrein dat Mysore aan de bondgenoten afstond in 1792.

Dat Cornwallis besloot tot een schikking met Tipu Sultan in plaats van Srirangapatna te laten bestormen was een bewuste beslissing. Het doel was Tipu zodanig te verzwakken dat hij geen potentieel gevaar meer voor de Britten kon vormen, maar nog wel een tegengewicht voor de Maratha's bleef.
Mysore stond ongeveer de helft van haar grondgebied af. De Britten kregen het directe bestuur over enkele gebieden die aan de Carnatic grensden in handen, en het grootste deel van de Malabarkust, waardoor ze de lucratieve handel in peper en specerijen van Mysore konden overnemen. Dit betekende het begin van direct Brits bestuur over delen van het zuiden van India (op de handelsposten langs de kust na). Aan zijn noordelijke grens verloor Tipu Koppal en enkele andere gebieden aan de Maratha's, en Cuddapah en andere gebieden aan de nizam.
Voor Lord Cornwallis was de oorlog een groot persoonlijk succes, maar zijn gezondheid was ernstig verzwakt door de campagnes in het natte moessonweer. In 1793 legde hij wegens gezondheidsredenen zijn functie neer om terug te keren naar Engeland.
Mysore verloor het grootste deel van haar kustgebied en daarmee een belangrijke bron van inkomsten. Desondanks was Tipu Sultan vastberaden aan de herstelbetalingen te voldoen, zodat hij zijn zoontjes zo snel mogelijk terug kon krijgen. Hij moest daarvoor de belastingen verhogen en zich bij rijke handelaren in de schulden steken, handelingen die door de Britse propaganda werden aangegrepen om hem af te schilderen als een autocratische tiran. Desondanks bleef de economie van Mysore ook na 1792 groeien.
Militair gezien was Tipu na 1792 echter niet langer in staat de Britten de macht over het zuiden van India te betwisten. Het uitbreken van de Vierde Oorlog tussen Mysore en de Britten (1799) was het gevolg van eenzijdige agressie door de compromisloze imperialist Richard Wellesley, die dat jaar tot gouverneur-generaal was benoemd.